# Siegelpunkt
Der Siegelpunkt bezeichnet den Zeitpunkt beim Spritzgießen, bei dem der plastifizierte Kunststoff (Thermoplast) soweit abgekühlt ist, dass er am Anschnitt vollständig erstarrt ist. Nach dem Erstarren ist es nicht mehr möglich, weiteren Kunststoff in die Kavität des Spritzgießwerkzeuges zu füllen.